# Regiunile administrative speciale ale Chinei
Regiunile administrative speciale (RAS) reprezintă un tip de divizii administrative la nivel provincial din China aflate sub directa administrare a guvernul popular central. Ele au cel mai înalt grad de autonomie.

## Vezi și
- Regiunile autonome ale Chinei
- Constituția Republicii Populare Chineze
- Istoria Hong Kong-ului
  - Hong Kong-ul Britanic
- Istoria Macao
  - Macao Portughez